# Kodansha Comics USA

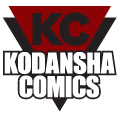
Kodansha Comics USA標誌

Kodansha Comics USA是日本出版商講談社的美國控股公司「Kodansha USA」的旗下公司「Kodansha USA Publishing」的漫畫品牌，成立於2008年7月1日，主要發行講談社旗下漫畫的英文版單行本。

## 歷史
- 2008年7月1日，講談社在美國成立Kodansha USA，總部設於紐約市，資本額為2,000,000美元[1]，旗下設置子公司Kodansha USA Publishing；同日，Kodansha USA Publishing成立Kodansha Comics USA，Kodansha Comics USA首先發行的漫畫是從黑马漫画收回版權並重印的士郎正宗漫畫《攻殼機動隊》與大友克洋漫畫《亚基拉》[2]。
- 2010年10月4日，由於美國出版商Del Rey Books即將廢除旗下漫畫品牌Del Rey Manga，Kodansha USA Publishing從Del Rey Books收回講談社旗下漫畫的英文版版權，以Kodansha Comics USA品牌繼續發行英文版單行本，但仍委託兰登书屋經銷[3]。Del Rey Books是Ballantine Books旗下出版社，Ballantine Books是兰登书屋的子公司。

## 外部連結
- Kodansha Comics USA
- Kodansha Comics USA在動畫新聞網百科全書中的資料（英文）